# Pinkernes
Pinkernes altgriechisch πιγκέρνης ist die Bezeichnung für den Mundschenk im Byzantinischen Reich.
Etymologisch wird das Wort von altgriechisch ἐπικεράννυμι epikerannymi, deutsch ‚(Wein) mischen‘ abgeleitet. Das Amt wurde ursprünglich durch einen Eunuchen im Palastdienst wahrgenommen. Für das Amt waren auch andere Bezeichnungen und Umschreibungen wie oinochoos (οἰνοχόος), archioinochoos (ἀρχιοινοχόος) und kylikiphoros (κυλικιφόρος) in Gebrauch. Im 11. Jahrhundert war das Amt auch mit dem des Droungarios tou ploimou, dem Befehlshaber der in Konstantinopel stationierten kaiserlichen Flotte, verbunden. Zur Komnenenzeit erscheinen dann u. a. Verwandte des Kaisers als Pinkernes. 
Vom 13. Jahrhundert entwickelte sich das Amt zu einem hohen Ehrentitel, der etwa von Personen wie Alexios Philanthropenos und Syrgiannes Palaiologos getragen wurde.